# Толлензе

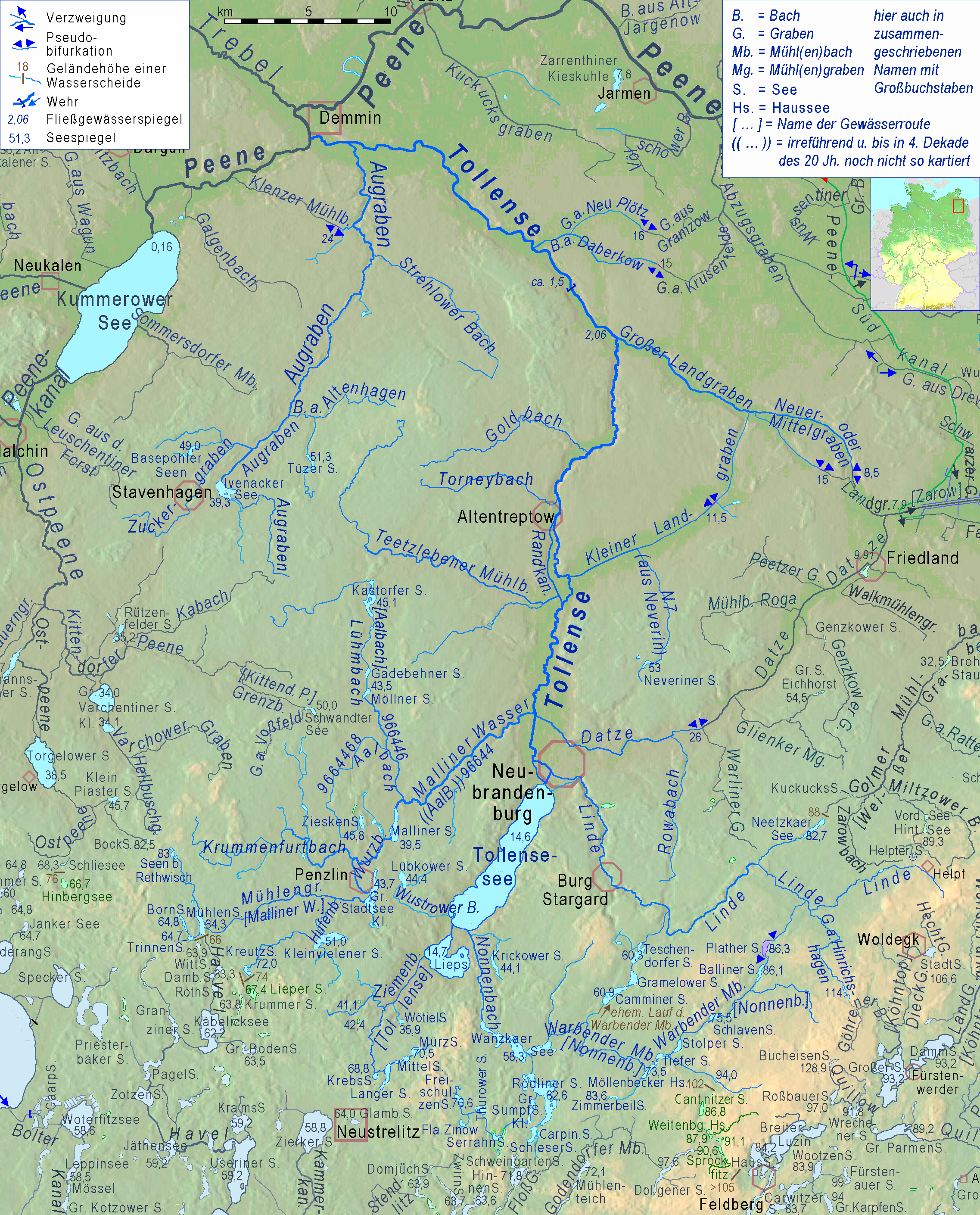
Река Толлензе и её притоки (синим цветом)

Толлензе (нем. Tollense) — река в Германии, протекает по земле Мекленбург-Передняя Померания.
Площадь бассейна реки составляет 1799 км². Общая длина реки — 95,8 км. Высота истока 70,1 м. Высота устья 0,1 м. Приток реки Пене.
Участок от озера Толлензезе до слияния с рекой Пене в районе Деммина имеет длину 68 км.
В средние века в долине реки жило славянское племя доленчане.

## Исторические факты
Предположительно в 1250 году до н. э. в долине реки Толлензе произошло сражение между неизвестными группами людей общей численностью до 4000 человек. Немецкие археологи Детлеф Янтцен (Detlef Jantzen) и Томас Тербергер (Thomas Terberger) при поддержке Немецкого исследовательского общества, которые проводили археологические раскопки в этой местности с 2008 года, обнаружили на дне болота множество останков людей и оружия использовавшегося в сражении. Учёные провели анализ ДНК погибших в битве при Толлензе. В 2013 году геомагнитные исследования выявили, что за пять веков до сражения через долину Толлензе из стволов деревьев и камней был построен 120-метровый мост или дамба.

## Галерея

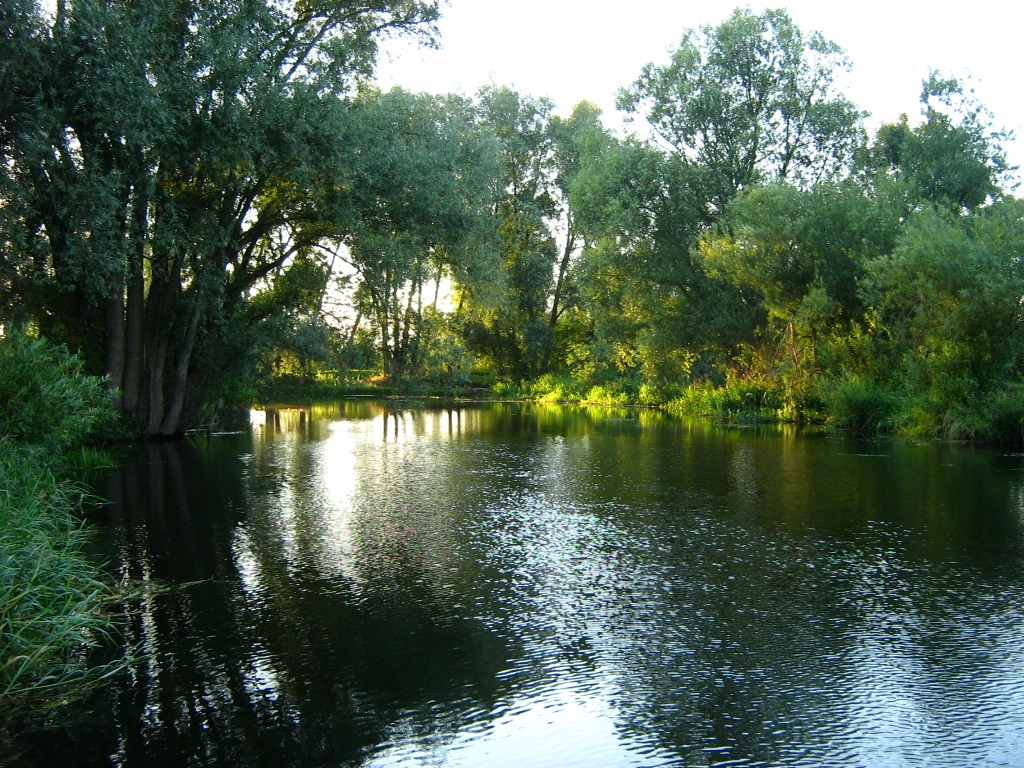
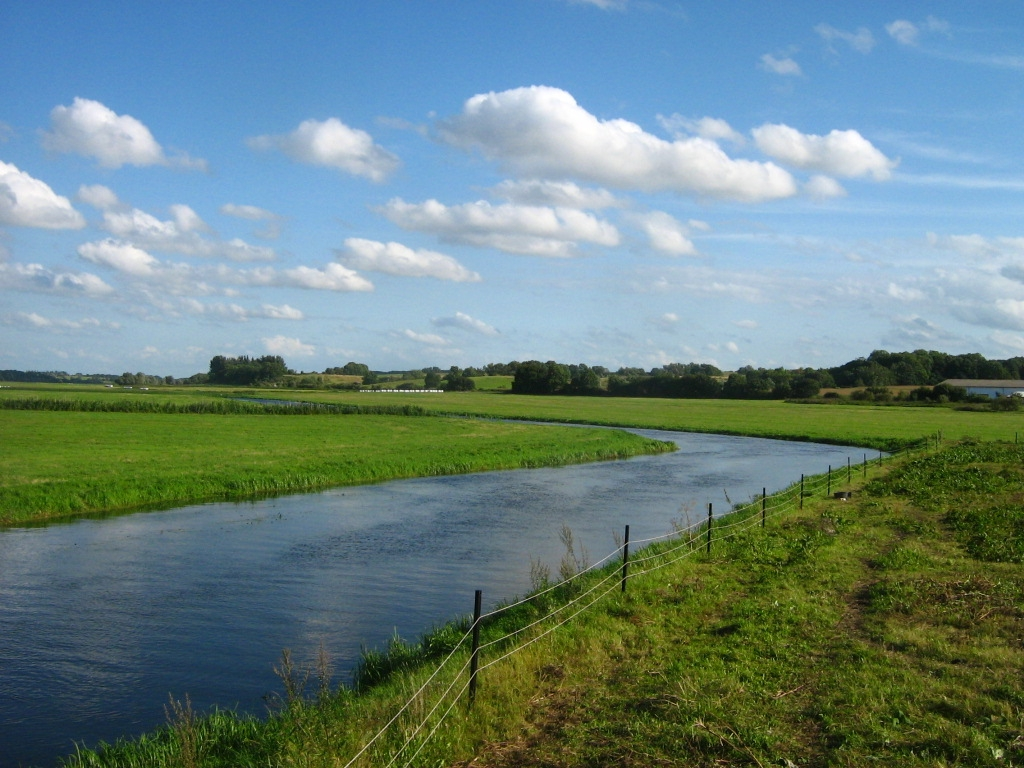
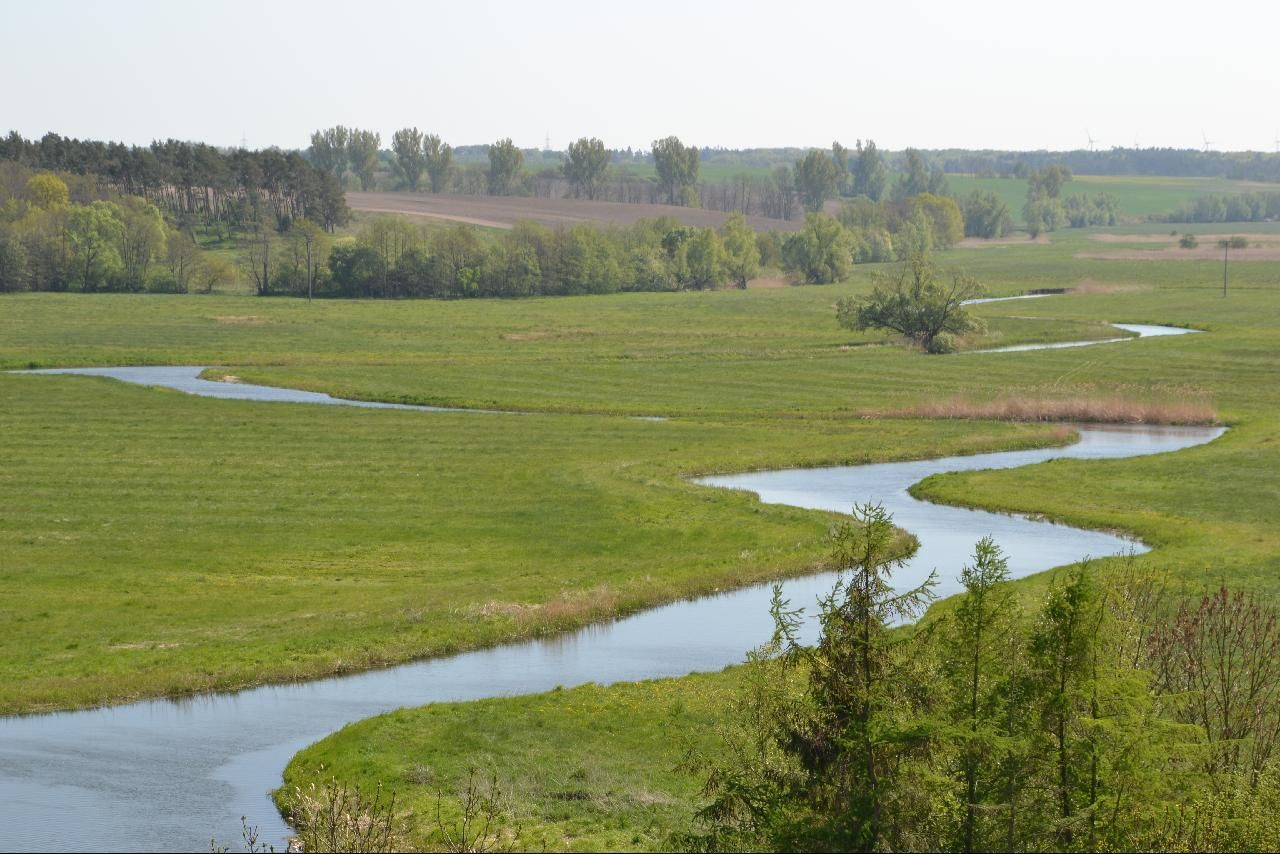
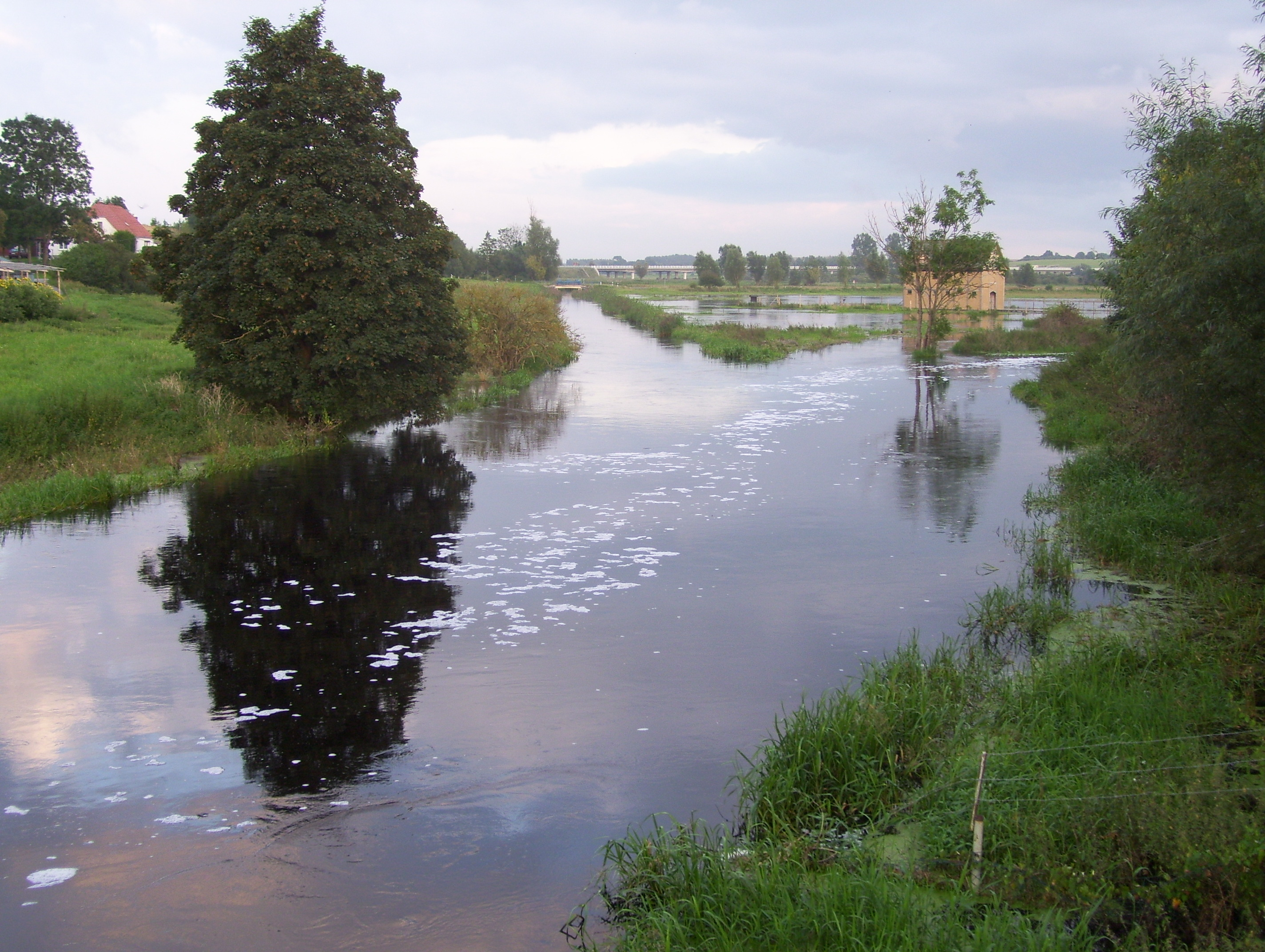
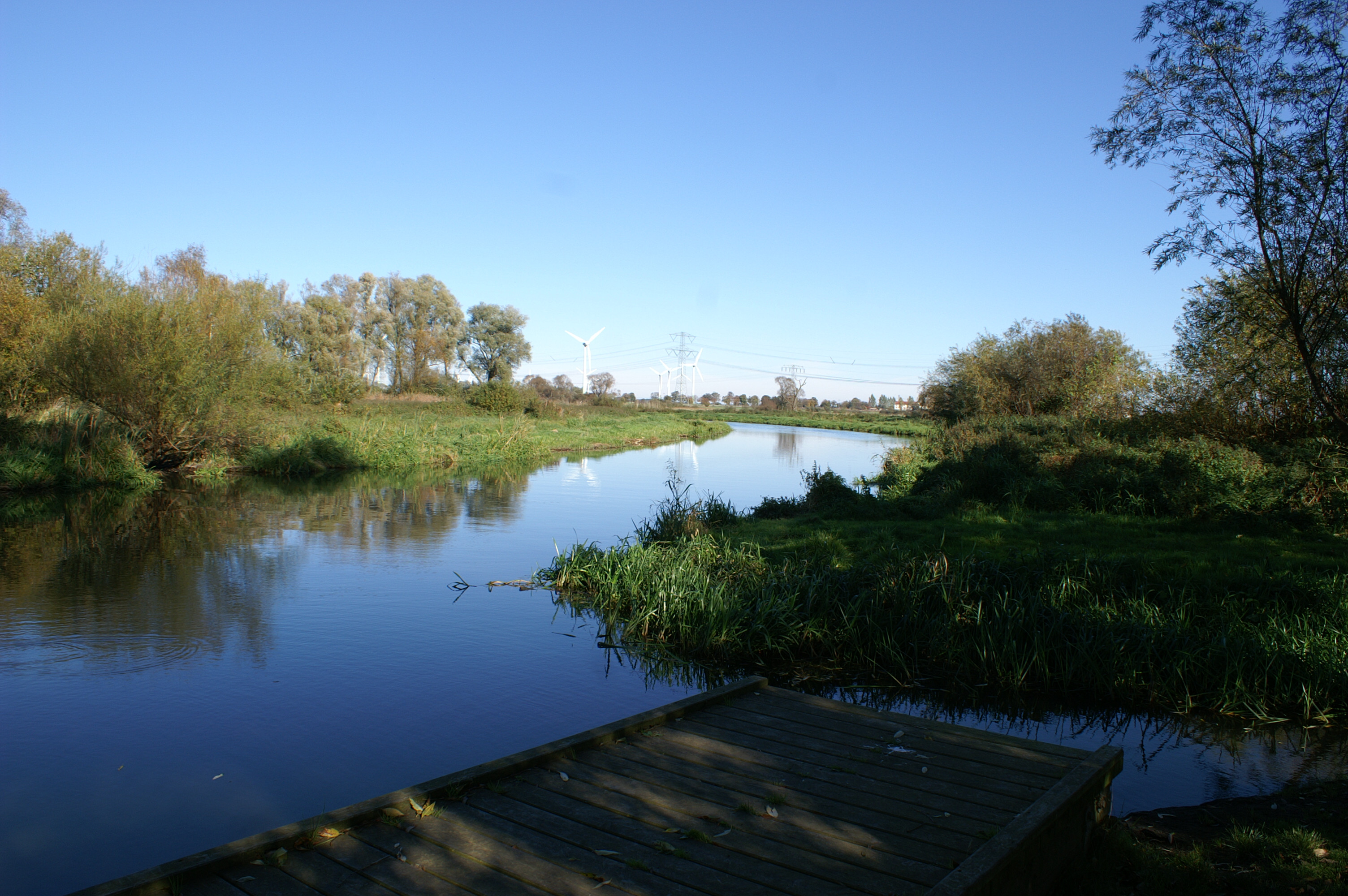